# فرناندو لوبيز لوبيز
فرناندو لوبيز لوبيز (بالإسبانية: Fernando López López)‏ (7 فبراير 1984 في المكسيك - ) هو لاعب كرة قدم مكسيكي في مركز الدفاع. لعب مع أتلانتي إف سي ونادي أمريكا ونادي نيكاكسا وأتلاتيكو إيرابواتو ودورادوس سينالوا وBauger FC ‏ ونادي كيريتارو.

## وصلات خارجية
- فرناندو لوبيز لوبيز على موقع قاعدة بيانات كرة القدم.إي يو (الإنجليزية)
- فرناندو لوبيز لوبيز على موقع Soccerway.com (الإنجليزية)